# Riu Gor
El Gor és un riu de la península Ibèrica que transcorre íntegrament per la província de Granada, en el sud d'Espanya a Andalusia. Naix en la serra de Gor. És afluent del riu Fardes, que al seu torn ho és del Guadiana Menor, i aquest al seu torn del Guadalquivir, pel que està inclòs en la conca hidrogràfica d'aquest últim.
Naix en Gor, en un paratge conegut com el naixement en la Serra de Gor, posteriorment se li uneixen diferents rambles i fonts. Transcorre pels termes municipals de Gor, Gorafe i Villanueva de las Torres on aboca les seues aigües en el riu Lluïsques.
El seu cabal és molt irregular, quedant la seua llera seca a l'estiu, ja que les seues aigües es destinen a regar les fèrtils vegues que se situen a banda i banda de les seues margenes.
Discorre per un profund canó, excavat per les seues aigües durant milions d'anys, fet que es considera és l'origen del seu nom. Existeix la creença que el topònim "Gor" prové de l'àrab "Garaub" que significa barre o fondalada. Els vessants d'aquesta profunda vall han albergat diferents cultures, restes de les quals es troben en diversos assentaments com Les Angostures o els múltiples Dòlmens.